# Cámara de Diputados de la Provincia de Corrientes
La Cámara de Diputados de la Provincia de Corrientes es la cámara baja del poder legislativo de la provincia argentina de Corrientes, compuesta por 30 diputados. La mitad de sus miembros se renueva por elección popular cada dos años para un período de cuatro años. Los diputados representan directamente al pueblo de la Provincia en distrito único.

## Composición actual (2023-2025)
| Diputado                          | Partido | Partido                           | Alianza                  | Inicio del Mandato | Fin del Mandato |
| --------------------------------- | ------- | --------------------------------- | ------------------------ | ------------------ | --------------- |
| Ana Gabriela Améndola             |         | Encuentro Liberal                 | La Libertad Avanza       | 2023               | 2027            |
| Norberto Ast                      |         | Unión Cívica Radical              | Vamos Corrientes         | 2023               | 2027            |
| Ariel Carlos Báez                 |         | Ciudadanos Comprometidos (Ci.Co.) | Vamos Corrientes         | 2021               | 2025            |
| Edgar Victoriano Benítez          |         | Unión Popular                     | Vamos Corrientes         | 2021               | 2025            |
| Germán María Braillard Poccard    |         | Frente Renovador                  | Frente de Todos          | 2021               | 2025            |
| Mario Jacinto Branz               |         | Partido Nuevo                     | Vamos Corrientes         | 2021               | 2025            |
| Luis Alberto Calomarde            |         | Unión Cívica Radical              | Encuentro por Corrientes | 2021               | 2025            |
| Gustavo Jesús Adolfo Canteros     |         | Nuevo País                        | Encuentro por Corrientes | 2023               | 2027            |
| Pedro Gerardo Cassani             |         | Encuentro Liberal                 | La Libertad Avanza       | 2023               | 2027            |
| Lucía Itatí Centurión             |         | Encuentro Liberal                 | La Libertad avanza       | 2021               | 2025            |
| Walter Andrés Chávez              |         | Unión Cívica Radical              | Encuentro por Corrientes | 2021               | 2025            |
| Aída Angélica Díaz                |         | Nuevo País                        | Encuentro por Corrientes | 2021               | 2025            |
| Silvia Patricia Galarza           |         | Partido Autonomista               | Vamos Corrientes         | 2023               | 2027            |
| Ana María Marlene Gauna           |         | Partido Justicialista             | Frente de Todos          | 2023               | 2027            |
| Andrea María Giotta               |         | Unión Cívica Radical              | Encuentro por Corrientes | 2021               | 2025            |
| Eduardo Daniel Hardoy             |         | Partido Liberal                   | Vamos Corrientes         | 2023               | 2027            |
| Lorena María Lazaroff Pucciarello |         | Propuesta Republicana             | Vamos Corrientes         | 2023               | 2027            |
| César Daniel Lezcano              |         | Frente Renovador                  | Frente de Todos          | 2023               | 2027            |
| María Eugenia Mancini             |         | Cambio, Austeridad y Progreso     | Encuentro por Corrientes | 2021               | 2025            |
| María Belén Martino               |         | Partido Justicialista             | Frente de Todos          | 2021               | 2025            |
| Jesús Raúl Méndez Vernengo        |         | Unión Cívica Radical              | Encuentro por Corrientes | 2023               | 2027            |
| Eliana Graciela Nazer             |         | Partido Nuevo                     | Vamos Corrientes         | 2023               | 2027            |
| Valeria Luciana Pavón             |         | Unión Cívica Radical              | Encuentro por Corrientes | 2023               | 2027            |
| Ana María Pereyra                 |         | Partido Liberal                   | La Libertad avanza       | 2021               | 2025            |
| Horacio Vicente Pozo              |         | Encuentro Liberal                 | La Libertad Avanza       | 2021               | 2025            |
| José Antonio Romero Brisco        |         | Partido Autonomista               | La Libertad Avanza       | 2021               | 2025            |
| Albana Virginia Rotela Cañete     |         | Partido Popular                   | Vamos Corrientes         | 2021               | 2025            |
| Víctor Hugo Vallejos              |         | Unión Correntina                  | Encuentro por Corrientes | 2023               | 2027            |
| José Lisandro Vassel              |         | Partido Popular                   | Vamos Corrientes         | 2023               | 2027            |
| Adriana Cleofe Vidal Domínguez    |         | Cambio Solidario                  | Frente de Todos          | 2023               | 2027            |

## Composición histórica
| 2021-2023                         | 2021-2023 | 2021-2023                   | 2021-2023          | 2021-2023       |
| Diputado                          | Partido   | Partido                     | Inicio del Mandato | Fin del Mandato |
| --------------------------------- | --------- | --------------------------- | ------------------ | --------------- |
| César Víctor Acevedo              |           | Frente de Todos             | 2019               | 2023            |
| Miguel Mateo Arias                |           | Frente de Todos             | 2019               | 2023            |
| Norberto Ast                      |           | Encuentro por Corrientes    | 2019               | 2023            |
| Ariel Carlos Báez                 |           | Encuentro por Corrientes    | 2021               | 2025            |
| Edgar Victoriano Benítez          |           | Encuentro por Corrientes    | 2021               | 2025            |
| Germán María Braillard Poccard    |           | Frente de Todos             | 2021               | 2025            |
| Mario Jacinto Branz               |           | Encuentro por Corrientes    | 2021               | 2025            |
| Luis Alberto Calomarde            |           | Encuentro por Corrientes    | 2021               | 2025            |
| Pedro Gerardo Cassani             |           | Encuentro por Corrientes    | 2019               | 2023            |
| Lucía Itatí Centurión             |           | Encuentro por Corrientes    | 2021               | 2025            |
| Walter Andrés Chávez              |           | Encuentro por Corrientes    | 2021               | 2025            |
| Aída Angélica Díaz                |           | Frente de Todos             | 2021               | 2025            |
| Silvia Patricia Galarza           |           | Encuentro por Corrientes    | 2021               | 2023            |
| Andrea María Giotta               |           | Encuentro por Corrientes    | 2021               | 2025            |
| Eduardo Daniel Hardoy             |           | Encuentro por Corrientes    | 2019               | 2023            |
| Lorena María Lazaroff Pucciarello |           | Encuentro por Corrientes    | 2019               | 2023            |
| Héctor María López                |           | Encuentro por Corrientes    | 2019               | 2023            |
| María Eugenia Mancini             |           | Encuentro por Corrientes    | 2021               | 2025            |
| María Belén Martino               |           | Frente de Todos             | 2021               | 2025            |
| María Alicia Meixner              |           | Frente de Todos             | 2019               | 2023            |
| Fabiana Mariel Meza               |           | Encuentro por Corrientes    | 2019               | 2023            |
| Marcos Jesús Otaño                |           | Frente de Todos             | 2019               | 2023            |
| Ana María Pereyra                 |           | PL/Encuentro por Corrientes | 2021               | 2025            |
| María del Carmen Pérez Duarte     |           | Encuentro por Corrientes    | 2019               | 2023            |
| Francisco Ángel Podestá           |           | Encuentro por Corrientes    | 2019               | 2023            |
| Horacio Vicente Pozo              |           | Encuentro por Corrientes    | 2021               | 2025            |
| José Antonio Romero Brisco        |           | Encuentro por Corrientes    | 2021               | 2025            |
| Albana Virginia Rotela Cañete     |           | Encuentro por Corrientes    | 2021               | 2025            |
| Lautaro Javier Sáez               |           | Encuentro por Corrientes    | 2019               | 2023            |
| Víctor Hugo Vallejos              |           | Encuentro por Corrientes    | 2021               | 2023            |

| 2019-2021                                   | 2019-2021 | 2019-2021                | 2019-2021          | 2019-2021       |
| Diputado                                    | Partido   | Partido                  | Inicio del Mandato | Fin del Mandato |
| ------------------------------------------- | --------- | ------------------------ | ------------------ | --------------- |
| César Víctor Acevedo                        |           | Partido Justicialista    | 2019               | 2023            |
| Manuel Ignacio Aguirre                      |           | Encuentro por Corrientes | 2017               | 2021            |
| Juan Carlos Álvarez                         |           | Encuentro por Corrientes | 2019               | 2021            |
| Miguel Mateo Arias                          |           | Partido Justicialista    | 2019               | 2023            |
| Norberto Ast                                |           | Encuentro por Corrientes | 2019               | 2023            |
| Ariel Carlos Báez                           |           | Ciudadanos Comprometidos | 2017               | 2021            |
| Noelia Lucrecia Bazzi Vitarello             |           | Encuentro por Corrientes | 2019               | 2021            |
| Marcos Bassi                                |           | Partido Justicialista    | 2017               | 2021            |
| Pedro G. Cassani                            |           | Encuentro por Corrientes | 2019               | 2023            |
| Lucía Itatí Centurión                       |           | Encuentro por Corrientes | 2017               | 2021            |
| Marcelo Eduardo Chaín                       |           | Encuentro por Corrientes | 2017               | 2021            |
| Aníbal Daniel Godoy                         |           | Encuentro por Corrientes | 2017               | 2021            |
| Eduardo Daniel Hardoy                       |           | Encuentro por Corrientes | 2019               | 2023            |
| Lorena María Lazaroff Pucciarello           |           | Encuentro por Corrientes | 2019               | 2023            |
| Héctor María López                          |           | Encuentro por Corrientes | 2019               | 2023            |
| María Eugenia de las Mercedes Mancini Frati |           | Encuentro por Corrientes | 2017               | 2021            |
| María Alicia Meixner                        |           | Partido Justicialista    | 2019               | 2023            |
| Fabiana Mariel Meza                         |           | Encuentro por Corrientes | 2019               | 2023            |
| José Horacio Mórtola                        |           | Partido Justicialista    | 2017               | 2021            |
| Marcos Jesús Otaño                          |           | Partido Justicialista    | 2019               | 2023            |
| Félix María Pacayut                         |           | Partido Justicialista    | 2017               | 2021            |
| Diego Martín Pellegrini                     |           | Partido Justicialista    | 2017               | 2021            |
| Ana María Pereyra Cebreiro                  |           | Partido Justicialista    | 2017               | 2021            |
| María del Carmen Pérez Duarte               |           | Encuentro por Corrientes | 2019               | 2023            |
| Francisco Podestá                           |           | Encuentro por Corrientes | 2019               | 2023            |
| Horacio Vicente Pozo                        |           | Encuentro por Corrientes | 2017               | 2021            |
| Magno Ramírez                               |           | Encuentro por Corrientes | 2017               | 2021            |
| Albana Virginia Rotela Cañete               |           | Encuentro por Corrientes | 2017               | 2021            |
| Lautaro Javier Sáez                         |           | Encuentro por Corrientes | 2019               | 2023            |
| Eduardo Alejandro Vischi                    |           | Encuentro por Corrientes | 2017               | 2021            |

| 2017-2019                                   | 2017-2019 | 2017-2019                | 2017-2019          | 2017-2019       |
| Diputado                                    | Partido   | Partido                  | Inicio del Mandato | Fin del Mandato |
| ------------------------------------------- | --------- | ------------------------ | ------------------ | --------------- |
| César Víctor Acevedo                        |           | Partido Justicialista    | 2015               | 2019            |
| Manuel Ignacio Aguirre                      |           | Encuentro por Corrientes | 2017               | 2021            |
| Ariel Carlos Báez                           |           | Ciudadanos Comprometidos | 2017               | 2021            |
| Martín M. Barrionuevo                       |           | Partido Justicialista    | 2015               | 2019            |
| Marcos Bassi                                |           | Partido Justicialista    | 2017               | 2021            |
| Analía Bestard                              |           | Encuentro por Corrientes | 2015               | 2019            |
| Geraldine L. Calvi                          |           | Encuentro por Corrientes | 2015               | 2019            |
| Pedro G. Cassani                            |           | Encuentro por Corrientes | 2015               | 2019            |
| Lucía Itatí Centurión                       |           | Encuentro por Corrientes | 2017               | 2021            |
| Marcelo Eduardo Chaín                       |           | Encuentro por Corrientes | 2017               | 2021            |
| Juan J. Fernández Affur                     |           | Encuentro por Corrientes | 2015               | 2019            |
| Oscar A. García                             |           | Alianza Correntina       | 2015               | 2019            |
| Gustavo Adán Gaya                           |           | Encuentro por Corrientes | 2015               | 2019            |
| María Giraud Cabral                         |           | Partido Justicialista    | 2015               | 2019            |
| Aníbal Daniel Godoy                         |           | Encuentro por Corrientes | 2017               | 2021            |
| Alicia B. Locatelli                         |           | Partido Justicialista    | 2015               | 2019            |
| Héctor M. López                             |           | Encuentro por Corrientes | 2015               | 2019            |
| María Eugenia de las Mercedes Mancini Frati |           | Encuentro por Corrientes | 2017               | 2021            |
| José Ernesto Meixner                        |           | Partido Justicialista    | 2015               | 2019            |
| Jorge L. Molina                             |           | Encuentro por Corrientes | 2015               | 2019            |
| José Horacio Mórtola                        |           | Partido Justicialista    | 2017               | 2021            |
| Félix María Pacayut                         |           | Partido Justicialista    | 2017               | 2021            |
| Diego Martín Pellegrini                     |           | Partido Justicialista    | 2017               | 2021            |
| Ana María Pereyra Cebreiro                  |           | Partido Justicialista    | 2017               | 2021            |
| Horacio Vicente Pozo                        |           | Encuentro por Corrientes | 2017               | 2021            |
| Magno Ramírez                               |           | Encuentro por Corrientes | 2017               | 2021            |
| Albana Virginia Rotela Cañete               |           | Encuentro por Corrientes | 2017               | 2021            |
| Lautaro Javier Sáez                         |           | Encuentro por Corrientes | 2015               | 2019            |
| Eduardo Alejandro Vischi                    |           | Encuentro por Corrientes | 2017               | 2021            |
| Ceferino A. Yardín                          |           | Partido Justicialista    | 2015               | 2019            |